# Jan Roberts
Jan Roberts OSB (ur. ok. 1576 w Trawsfynydd, zm. 10 grudnia 1610 w Tyburn) – święty Kościoła katolickiego, walijski męczennik, duchowny, ofiara prześladowań antykatolickich okresu reformacji.
Pochodził z katolickiej rodziny Jana i Anny zamieszkujących w Marionetsheire (historycznym hrabstwie północnej Walii). Mimo wyznania rodzice uczestniczyli w protestanckich obrzędach. Jan Roberts uczęszczał do St John’s College w Oksfordzie, później studiował prawo na londyńskim Inns of Court. Przebywając od 1598 roku w Paryżu, gdzie kontynuował naukę, złożył katolickie wyznanie wiary. W Valladolid, (18 października 1598 roku) został przyjęty do Zakonu Świętego Benedykta i wysłany do nowicjatu w Santiago de Compostela. Profesję zakonną złożył w dwa lata później, a w 1602 roku przyjął święcenia kapłańskie. 26 grudnia tegoż roku wysłany został do Anglii i wkrótce (kwietniu 1603 roku) aresztowany. W związku z zaprzysiężeniem na króla Jakuba I Stuarta ogłoszono amnestię, która objęła także Jana Robertsa. Po uwolnieniu wyjechał na kontynent i uczestniczył w założeniu w Douai nowego domu zakonu. Gdy w Londynie wybuchła epidemia zajmował się pomocą potrzebującym. Powtórnie aresztowany został w drodze do Hiszpanii, gdzie miał wziąć udział w kapitule generalnej. Po zwolnieniu z więzienia Gatehouse, w którym przebywał przez siedem miesięcy do lipca 1606 roku, przez 14 miesięcy przebywał ponownie w Hiszpanii. Kolejne aresztowanie nastąpiło po powrocie do Anglii i dzięki interwencji ambasadora Francji w maju 1609 roku został wypuszczony na wolność i opuścił kraj. Rok później, jak się okazało po raz ostatni, powrócił na wyspy, mimo iż był świadomy śmiertelnego zagrożenia w wypadku kolejnego zatrzymania. Aresztowany w czasie sprawowania mszy 2 grudnia 1610 roku, postawiony został przed anglikańskim biskupem George’em Abbotem i w trzy dni później skazany na śmierć. Wyrok wykonano 10 grudnia w Tyburn przez powieszenie i poćwiartowanie.
Relikwie Jana Robertsa zaginęły w czasie rewolucji francuskiej.
Beatyfikowany 25 grudnia 1929 roku przez papieża Piusa XI, a kanonizowany został w grupie Czterdziestu męczenników Anglii i Walii przez Pawła VI 25 października 1970 roku.
Wspominany jest w dzienną rocznicę śmierci.